# Kosh Naranek
Kosh Naranek este un personaj din universul fictiv al serialului de televiziune science-fiction Babylon 5. Vocea personajului a fost interpretată de Ardwight Chamberlain, iar el a fost interpretat fizic de către producătorul Jeffrey Willerth. 
Kosh Naranek a fost ambasadorul guvernului Vorlon pe stația Babylon 5 din 2257 până la moartea sa. Producătorul și creatorul Babylon 5, J. Michael Straczynski, a afirmat că Naranek este un titlu, nu face parte din numele său. 

## Istoricul personajului
Prezentat ca unul dintre membrii mai vechi ai speciei sale, Kosh Naranek a fost bine privit de Imperiul Vorlon. Scenariul episodului-pilot al seriei a implicat sosirea lui Kosh, primul contact al umanității cu un Vorlon și o tentativă asupra vieții sale de către un membru al Săbiilor Vântului, o secțiune militantă a castei războinice Minbari. Deghizându-se în comandantul stației, Jeffrey Sinclair, asasinul l-ar fi otrăvit pe Kosh. Guvernul Vorlon a interzis deschiderea costumului de întâlnire a lui Kosh. Guvernul Vorlon părea să presupună că va muri și a cerut ca atât trupul său să fie returnat, cât și comandantul Sinclair să fie trimis pe planeta mamă Vorlon pentru a fi judecat. 
La îndemnul lui Sinclair, doctorul Benjamin Kyle a decis să riște și să-l trateze pe Kosh, ceea ce însemna deschiderea costumului acestuia de întâlnire. Determinând că vindecarea ar fi imposibilă fără a ști pe unde a intrat otrava în Vorlon, dr. Kyle a convins telepata  Psi Corps Lyta Alexander să scaneze Vorlonul. În ciuda regulilor foarte stricte ale Corpului Psi în astfel de cazuri, Lyta a efectuat scanarea. Recuperarea lui Kosh a fost asigurată pe măsură ce asasinul Minbari a fost încolțit. 

## Descrierea personajului
Până la sosirea lui John Sheridan în funcția de comandant al Babilon 5, Kosh a arătat puțin interes pentru ședințele Consiliului și a fost rareori văzut. După aceea, Kosh a început să participe la ședințele Consiliului cu mai multă regularitate și a devenit mai vizibil. 
Spre deosebire de alți Vorloni, Kosh a arătat un grad de îngrijorare cu privire la bunăstarea raselor tinere. El a avut un interes deosebit pentru Sheridan. Kosh era un personaj misterios, iar cultura Vorlonilor era un mister pentru majoritatea raselor. Așa cum s-a dezvăluit în episodul pilot, nicio ființă extraterestră nu a fost vreodată lumea de origine a Vorlonilor. Când Sheridan l-a întrebat pe Kosh dacă îl va învăța despre cultura Vorlon, Kosh i-a spus lui Sheridan că nu-l poate învăța nimic dacă nici măcar nu se „cunoaște pe sine”. 
Kosh vorbea foarte rar, dar în rare ocazii vorbea în ghicitori vagi. Vocea lui avea de obicei un ton moale, respirabil și era însoțită de note muzicale eterice. Ocazional, el a vorbit brusc cu mânie. Sheridan a fost adesea frustrat de răspunsurile enigmatice ale lui Kosh la întrebările adresate. La un moment dat, Sheridan a spus că răspunsurile Vorlonilor sunt întotdeauna „complet exacte și total inutile”. 
Kosh i-a spus lui Sheridan că, dacă ar fi vreodată să se dezvăluie din costumul său „toată lumea mă va recunoaște”. Acest lucru s-a întâmplat în episodul final al sezonului 2, „Căderea nopții”, când Kosh a fost forțat să-și părăsească costumul de întâlnire pentru a-l salva pe Sheridan de la o tentativă de asasinat. Pentru toate rasele mai tinere, mai puțin pentru Centaurii, în afara costumului său de întâlnire Kosh a apărut ca o ființă sfântă de lumină din panteonul religios particular al fiecărei rase. Oamenii au văzut un înger, Minbari a văzut-o pe Valeria, Narn l-a văzut pe G'Lan în timp ce Centaurii nu au văzut nimic. Acest lucru a dezvăluit că Vorlonii au manipulat rasele tinere în timpul evoluției lor pentru a vedea o ființă sfântă ori de câte ori văd un Vorlon. Centaurii însă nu au fost manipulați în acest fel.

## Deces
După ce Sheridan i-a cerut lui Kosh ajutor împotriva Umbrelor, Kosh a autorizat în cele din urmă ca Vorlonii să intervină, deși cu o capacitate limitată. Chiar și așa, implicarea Vorlonilor a transformat tendința acelei bătălii. Ulterior, Umbrele  au intrat în camera lui Kosh și l-au ucis într-un act de represalii. Pe măsură ce Kosh a murit, Sheridan a avut un vis în care Kosh i-a apărut sub forma tatălui lui Sheridan. Când visul s-a încheiat și Sheridan s-a trezit, și-a dat seama că Kosh a vorbit cu el și că fusese atacat. În timp ce cea mai mare parte din Kosh a pierit în atac, o mică parte a reușit să se despartă și s-a ascuns în Sheridan. Această porțiune va fi dezvăluită mai târziu în timpul învierii lui Sheridan pe planeta Z'ha'dum.
Ultimele părți ale esenței lui Kosh, eliberate în cele din urmă de Sheridan, au pierit în timp ce a luptat cu Ulkesh (Kosh II), cu ajutorul lui Lorien și Lyta Alexander.